# Lamman Rucker
Lamman Rucker (Pittsburgh, 6 oktober 1971) is een Amerikaans acteur. Hij is vooral bekend door zijn rol Will Brown in de televisieserie Meet the Browns, en door de rol van Marshall Travers in de soapserie As the World Turns.
- Gemeinsame Normdatei: 1232439509
- International Standard Name Identifier: 0000 0000 5452 0838
- Library of Congress Control Number: no2008124158
- Virtual International Authority File: 7210653
- WorldCat: E39PBJwmTt6WmdhT94Jxv7gh73